# Calvin Pryor
Calvin Pryor (Port St. Joe, 2 luglio 1992) è un giocatore di football americano statunitense che gioca nel ruolo di free safety per i Cleveland Browns della National Football League (NFL). Fu scelto come 18º assoluto nel Draft NFL 2014 dai New York Jets. Al college ha giocato a football all'Università di Louisville

## Carriera universitaria
Pryor frequentò la University of Louisville dal 2011 al 2013. Complessivamente mise a segno 218 tackle, inclusi 11 con perdita di yard da parte degli avversari, 2 sack, 7 intercetti e 9 fumble forzati. Fu inserito nella seconda formazione ideale della Big-East Conference nella sua stagione da sophomore e nella prima formazione ideale della Atlantic Coast Conference nella successiva.
Il 29 dicembre 2013, Pryor annunciò che avrebbe saltato l'ultimo anno di college per rendersi eleggibile nel Draft 2014.

## Carriera professionistica

### New York Jets
Pryor era considerato dagli analisti come una scelta della prima metà del primo giro del Draft 2014. Fu scelto come 18º assoluto dai New York Jets. Debuttò come professionista partendo come titolare nella vittoria della settimana 1 contro gli Oakland Raiders  mettendo a segno 4 tackle e 2 passaggi deviati. Trovatosi a giocare in una linea secondaria di basso livello, Pryor fu costretto a ricoprire per la maggior parte dell'annata il ruolo di free safety. Spostato in panchina a metà stagione in favore di Jaiquawn Jarrett dopo avere faticato nei placcaggi ed essersi presentato in ritardo agli incontri della squadra, si riprese nella settimana 15 contro i Titans disputando una delle migliori prestazioni dell'anno in cui mise a segno 5 tackle. La sua prima annata si chiuse con 60 tackle e 2 passaggi deviati disputando tutte le 16 partite, di cui 11 come titolare.
Il primo intercetto in carriera, Pryor le fece registrare nel secondo turno della stagione 2015, ai danni di Andrew Luck nel Monday Night Football mentre il secondo nella vittoria della settimana 15 sui Dallas Cowboys.

### Cleveland Browns
Il 1º giugno 2017, Pryor fu scambiato con i Cleveland Browns in cambio di Demario Davis.

## Statistiche
| Partite totali      | 41  |
| Partite da titolare | 38  |
| Tackle              | 191 |
| Sack                | 0,5 |
| Intercetti          | 2   |

Statistiche aggiornate alla stagione 2016